# Elitserien i handboll för damer 2012/2013
Elitserien i handboll för damer 2012/2013 var den 42:a säsongen av Sveriges högsta division i handboll för damer. Säsongen inleddes söndagen den 11 september 2012 med matchen mellan VästeråsIrsta HF och Skövde HF och avslutades onsdagen den 13 mars 2013 följt av ett slutspelet där SM-medaljerna delades ut. Svenska mästare blev IK Sävehof som finalbesegrade LUGI med 38-34 i Scandinavium i Göteborg.
Nykomlingar för säsongen 2012/2013 var Kärra HF, som tog den första platsen i Allsvenskan 2011/2012, och Caperiotumba, som vann i Elitseriekvalet mot HF Kroppskultur.

## Deltagande lag
Från Elitserien 2011/2012 (8 lag)
- Team Eslövs IK
- BK Heid
- Lugi HF
- Skuru IK
- Skövde HF
- Spårvägens HF
- IK Sävehof
- VästeråsIrsta HF

Från Elitserie-kval (3 lag)
- Caperiotumba (upp från Allsvenskan)
- H43/Lundagård (kvar i Elitserien)
- H 65 Höör (kvar i Elitserien)

Från Allsvenskan 2011/2012 (1 lag)
- Kärra HF (upp från Allsvenskan 2011/2012)

## Tabell
Not: Lag 1-8 till SM-slutspel, lag 9-11 till Elitseriekval, lag 12 åker ned till Allsvenskan 2013/2014.
| Nr | Lag              | S  | V  | O | F  | GM  | IM  | MS   | P  |
| -- | ---------------- | -- | -- | - | -- | --- | --- | ---- | -- |
| 1  | IK Sävehof       | 22 | 22 | 0 | 0  | 765 | 481 | +284 | 44 |
| 2  | Skuru IK         | 22 | 18 | 1 | 3  | 607 | 479 | +128 | 37 |
| 3  | Lugi HF          | 22 | 14 | 3 | 5  | 548 | 456 | +92  | 31 |
| 4  | H 65 Höör        | 22 | 14 | 2 | 6  | 539 | 483 | +56  | 30 |
| 5  | Skövde HF        | 22 | 11 | 3 | 8  | 563 | 566 | −3   | 25 |
| 6  | VästeråsIrsta HF | 22 | 11 | 0 | 11 | 566 | 557 | +9   | 22 |
| 7  | Team Eslövs IK   | 22 | 9  | 4 | 9  | 545 | 538 | +7   | 22 |
| 8  | H43/Lundagård    | 22 | 8  | 2 | 12 | 549 | 581 | −32  | 18 |
| 9  | Spårvägens HF    | 22 | 6  | 1 | 15 | 556 | 627 | −71  | 13 |
| 10 | BK Heid          | 22 | 6  | 1 | 15 | 471 | 587 | −116 | 13 |
| 11 | Kärra HF         | 22 | 3  | 3 | 16 | 551 | 648 | −97  | 9  |
| 12 | Caperiotumba     | 22 | 0  | 0 | 22 | 418 | 675 | −257 | 0  |

## Slutspelet

### Kvartsfinaler
Kvartsfinalerna spelades i bäst av fem matcher och avgjordes mellan den 26 mars och 14 april 2013 där de åtta bästa lagen från Elitserien var kvalificerade. Lag 1 (Sävehof) valde kvartsfinalmotståndare mellan lagen på plats 7 (Eslöv) och 8 (H43/Lundagård). Därefter valde lag 2 (Skuru) motståndare av lagen på plats 6 till 8 och till sist valde lag 3 (Lugi) motståndare mellan lagen på plats 5 till 8. Fyran i serien (H 65 Höör) fick det lag som blev över efter att övriga lag valt sina motståndare.
| Datum                             | Match                   | Resultat | Publik |
| --------------------------------- | ----------------------- | -------- | ------ |
| IK Sävehof - H43/Lundagård (3-0)  |                         |          |        |
| 29 mars 2013                      | Sävehof - H43/Lundagård | 33 - 25  |        |
| 1 april 2013                      | H43/Lundagård - Sävehof | 22 - 40  |        |
| 10 april 2013                     | Sävehof - H43/Lundagård | 35 - 23  |        |
| Skuru IK - VästeråsIrsta HF (3-0) |                         |          |        |
| 27 mars 2013                      | Skuru - VästeråsIrsta   | 36 - 20  |        |
| 1 april 2013                      | VästeråsIrsta - Skuru   | 27 - 30  |        |
| 3 april 2013                      | Skuru - VästeråsIrsta   | 28 - 17  |        |
| Lugi HF - Team Eslövs IK (3-2)    |                         |          |        |
| 28 mars 2013                      | Lugi - Eslöv            | 25 - 17  |        |
| 2 april 2013                      | Eslöv - Lugi            | 25 - 24  |        |
| 5 april 2013                      | Lugi - Eslöv            | 25 - 19  |        |
| 7 april 2013                      | Eslöv - Lugi            | 20 - 18  |        |
| 14 april 2013                     | Lugi - Eslöv            | 23 - 15  |        |
| H 65 Höör - Skövde HF (3-1)       |                         |          |        |
| 27 mars 2013                      | H 65 Höör - Skövde      | 19 - 23  |        |
| 1 april 2013                      | Skövde - H 65 Höör      | 21 - 22  |        |
| 3 april 2013                      | H 65 Höör - Skövde      | 22 - 21  |        |
| 10 april 2013                     | Skövde - H 65 Höör      | 19 - 24  |        |

### Semifinaler
Semifinalerna spelades i bäst av fem matcher och avgjordes mellan den 17 april och 1 maj
| Datum                        | Match               | Resultat | Publik |
| ---------------------------- | ------------------- | -------- | ------ |
| IK Sävehof - H 65 Höör (3-0) |                     |          |        |
| 17 april 2013                | Sävehof - H 65 Höör | 30 - 17  |        |
| 22 april 2013                | H 65 Höör - Sävehof | 16 - 27  |        |
| 24 april 2013                | Sävehof - H 65 Höör | 25 - 22  |        |
| Skuru IK - Lugi HF (2-3)     |                     |          |        |
| 17 april 2013                | Skuru - Lugi        | 27 - 21  |        |
| 20 april 2013                | Lugi - Skuru        | 25 - 23  |        |
| 25 april 2013                | Skuru - Lugi        | 26 - 23  |        |
| 28 april 2013                | Lugi - Skuru        | 30 - 19  |        |
| 1 maj 2013                   | Skuru - Lugi        | 32 - 34  |        |

### Final
Finalen spelades i bäst av en match den 9 maj 2013
| Datum                          | Match                | Resultat          | Publik |
| ------------------------------ | -------------------- | ----------------- | ------ |
| Final i Scandinavium, Göteborg |                      |                   |        |
| 9 maj 2013                     | IK Sävehof - Lugi HF | 38 - 34 (e.förl.) |        |

### Fotnoter
1. ↑  ”Sävehof tog femte raka SM-guldet”. SVT Sport. 9 maj 2013. http://www.svt.se/sport/14-00-sm-final. Läst 4 juni 2015.